# General Fernández Oro
General Fernández Oro es una ciudad ubicada en el oeste del Departamento General Roca, provincia de Río Negro, Argentina, en el kilómetro 1181 del Ferrocarril Roca y sobre la Ruta Provincial 65, en la margen norte del río Negro.

## Toponimia
El nombre de la localidad recuerda al militar participante de la Conquista del Desierto o Campaña Expedicionaria de 1879, el general Manuel Fernández Oro.

## Población
El municipio de Fernández Oro tiene 4 aglomeraciones de población: la aglomeración principal (Fernández Oro) y 3 barrios rurales: Costa Linda, Isla 10, Unión. Además existe un porcentaje importante de población dispersa.
Los resultados del censo 2010 habían arrojado que el municipio poseía  8 629 habitantes. De estos, 6772 correspondían a la localidad principal.
El censo 2022 arrojó 5.992 viviendas con una población estable de 15.788 habitantes en el municipio.A partir de este censo la localidad urbana más cercana a Cipolletti pasó a integrar formalmente el conurbano del Área Metropolitana de Neuquén junto con las poblaciones de Centenario y Vista Alegre Sur.
| Evolución de la población de la localidad |
|                                           |
| Fuentes: 1947:, 1960-1970:                |

## Historia
El 29 de mayo de 1942 la Gobernación de Río Negro dispuso la creación de la Comisión de Fomento de General Fernández Oro. 
Sin embargo, la definición exacta de la fecha fundacional de la localidad aún está en discusión. Según el decreto N° 161 del 16 de marzo del año 1971, firmado por el entonces gobernador Requeijo, se establece como feriado la fecha en que se fundó Fernández Oro: 19 de mayo de 1931. Tal es así que cada año se celebra dicha fecha como su aniversario. La pregunta que cabe es qué hecho se rememora en dicha fecha. Si se tomase la inauguración de la estación del ferrocarril el año sería 1928. Si fuese el cambio de nombre de la estación celebraríamos el 18 de mayo, ya que ese día del año 1931 pasó de llamarse "Kilómetro 1181" a "General Fernández Oro". Como ya fue señalado, la Primera Comisión de Fomento es aprobada por decreto de la Gobernación del Territorio Nacional de Río Negro en mayo de 1942 y refrendado por decreto presidencial el 12 de diciembre del mismo año. Se crea así el Municipio de Fernández Oro. Como se observa, ningún hecho relevante para la comunidad está referenciado con el 19 de mayo, fecha oficial de la fundación.
Otros acontecimientos no menos importantes ya se registraban en la zona y también podrían ser resignificados como fecha fundacional.
Anteriormente y a partir de 1927, ya existía un conglomerado poblacional del que formaron parte los primeros colonos, algunas instituciones como la Escuela N.º 40, el Club Despertar, luego llamado Club Social y Deportivo Fernández Oro y la Escuela N.º 102; se construye el primer almacén de ramos generales y comienzan a establecerse las primeras familias.

## Economía
La economía principal de la ciudad es la fruticultura. Dentro de la producción frutícola se encuentran variedades de frutas de pepita, como la manzana y la pera, y las de carozo, como el durazno y la ciruela. Sin embargo, también contribuyen a la economía de la localidad producciones como el lúpulo y la vitivinicultura.  

## Atractivos turísticos

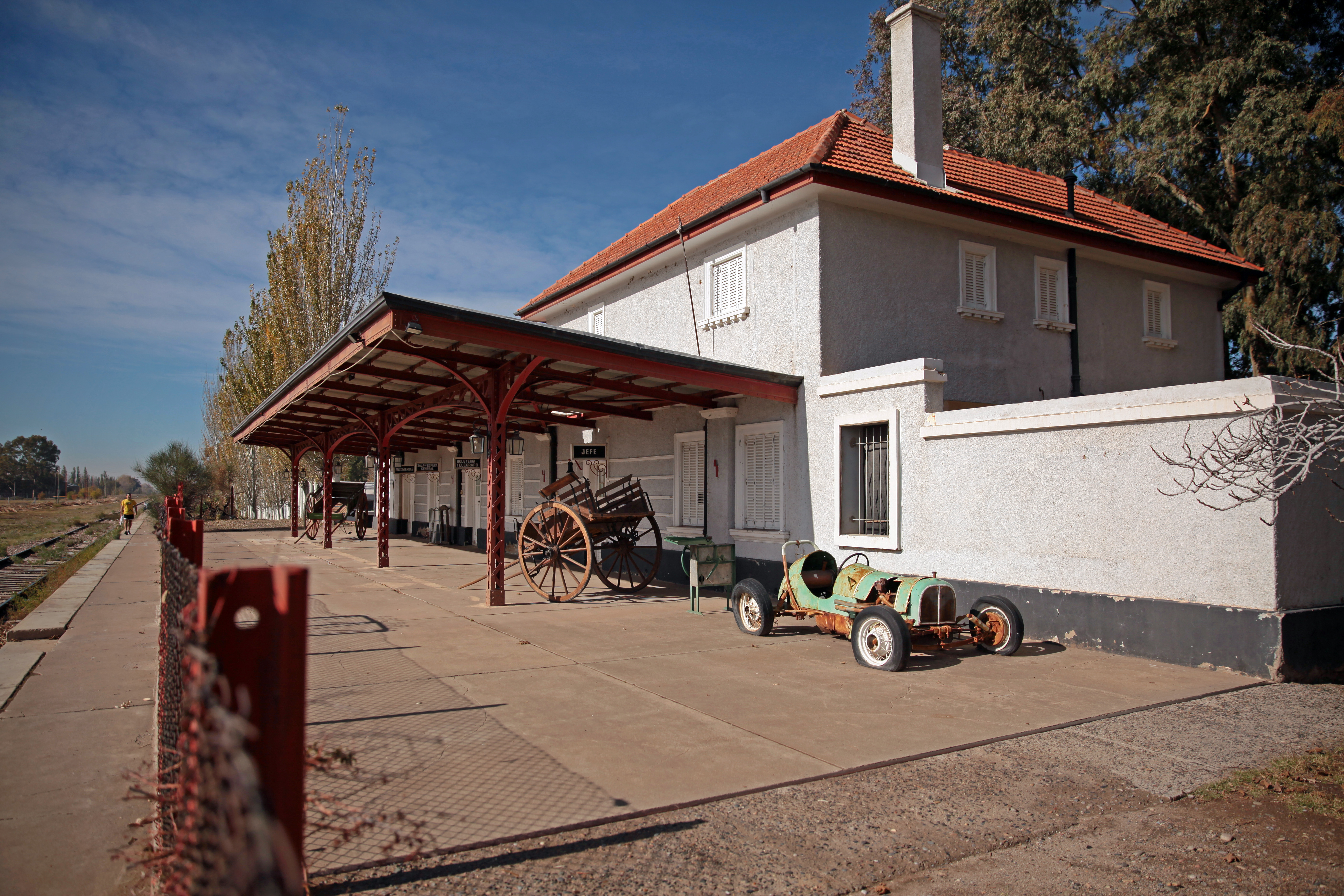
Museo Estación Cultural Lucinda Larrosa (MEC)

Uno de los principales atractivos turísticos es el Museo Estación Cultural Lucinda Larrosa (MEC), considerado como uno de los más importantes de la provincia de Río Negro, en parte por su importante colección de maquinaria agrícola, la cual forma parte de la historia del circuito productivo de la zona del Alto Valle. Se encuentra ubicado en el kilómetro 1181 de la ruta provincial N.º 65. El museo fue bautizado en honor a la esposa del general Fernández Oro, Doña Lucinda González Larrosa, quien falleció en Buenos Aires en 1910, y a que funciona en la Estación General Fernández Oro del Ferrocarril General Roca.
En el año 1999 el edificio de la Estación se inauguró como museo, a través de una iniciativa llevada a cabo por un grupo de vecinos de la localidad. Luego de permanecer varios años cerrado al público, este espacio reabrió sus puertas en el 2016, con un giro discursivo en su concepción histórica, social, cultural y estética, con el que aspira a instalarse en la comunidad y en la región como un espacio cultural abierto al debate y a la reflexión, lejos de constituirse como algo estático y acabado. Ofrece una agenda de actividades mensuales que invitan a participar, transitar, pensar y habitar el territorio.
Los atractivos naturales son los que tienen que ver con la identidad propia del oasis de regadío que permitió la construcción de canales y acequias a partir del dique Ing. Ballester. El ambiente ribereño es una excelente opción para la recreación en el ejido de Fernández Oro.

## Parroquias de la Iglesia católica en General Fernández Oro
| Diócesis  | Alto Valle del Río Negro |
| --------- | ------------------------ |
| Parroquia | Santa María Goretti      |